# Tour della nazionale maschile di rugby a 15 della Nuova Zelanda 1978
Il tour del 1978 degli All Blacks nelle Isole britanniche è storicamente rilevante per due ragioni; la prima è che in esso la Nazionale oceaniana realizzò il primo Grande Slam nell'Emisfero Nord della sua storia, impresa che fu bissata solo 27 anni dopo nel 2005; la seconda fu la sconfitta, l'unica in tutto il tour a opera di Munster a Limerick: fu la prima volta che una squadra irlandese, club o selezione nazionale che fosse, sconfisse i neozelandesi e, fino al tour del 2016 rimase l'unica volta.
All'impatto culturale di tale vittoria (per 12-0, frutto di una meta trasformata e due drop) sono dedicate due opere letterarie, Alone it Stands, dramma teatrale del 1999 di John Breen e Where Miracles Happen - The Story of Thomond Park, libro-racconto del 2015 di Charlie Mulqueen e Brendan O’Dowd, che raccontano degli spaccati di vita e di società dell'epoca.
Nonostante le quattro vittorie sulle quattro union delle Isole Britanniche, gli All Blacks faticarono a realizzare lo Slam, perché contro l'Irlanda il risultato era pari sul 6-6 fino al tempo di recupero e solo una meta di Andy Dalton diede ai visitatori la vittoria; parimenti, contro il Galles, essi vinsero solo nei minuti finali ribaltando il risultato con una meta a due minuti dalla fine; contro la Scozia, invece, conducevano 12-9 e a tempo scaduto un drop dello scozzese Ian McGeechan andò fuori dai pali negando il possibile pareggio alla sua squadra.
Tecnico dei neozelandesi era Russell Thomas, mentre il capitano della spedizione fu Graham Mourie.

## Risultati

### Itest match
| Arbitro: | Clive Norling |

|          |      |           |
|          | mt   | Dalton    |
| Ward (2) | c.p. |           |
|          | drop | Bruce (2) |

| Arbitro: | Roger Quittenton |

|                       |      |               |
|                       | mt   | S. Wilson     |
| G. Davies (3) Fenwick | c.p. | McKechnie (3) |

| Arbitro: | N.R. Sanson |

|      |      |                  |
|      | mt   | Johnstone Oliver |
|      | tr   | McKechnie        |
| Hare | c.p. | McKechnie (2)    |
| Hare | drop |                  |

| Arbitro: | J.R. West |

|        |      |                 |
| Hay    | mt   | Robertson Seear |
| Irvine | tr   | McKechnie (2)   |
|        | c.p. | McKechnie (2)   |
| Irvine | drop |                 |

### Gli altri incontri
| Arbitro: | K. Rowlands |

|            |      |                                |
| Tyler      | mt   | Donaldson (2) Mourie N. Taylor |
| Robbie     | tr   | McKechnie (2)                  |
| Robbie (2) | c.p. | McKechnie (4)                  |

| Arbitro: | R.C. Quittenton |

|           |      |                       |
| C. Smith  | mt   | Osborne S. Wilson (2) |
|           | tr   | Currie                |
|           | c.p. | Currie                |
| G. Davies | drop |                       |

| Arbitro: | A. Welsby |

|          |      |                           |
| Bergiers | mt   | Knight S. Wilson (2)      |
|          | tr   | McKechnie                 |
| Blyth    | c.p. | McKechnie (2) B. Williams |

| Arbitro: | C. Norling |

|                        |      |                                             |
|                        | mt   | Dunn Ford Kururangi (2) F. Oliver Robertson |
|                        | tr   | Currie (5)                                  |
| Bushell (3) Williamson | c.p. | Currie                                      |

| Arbitro: | C. Thomas |

|               |      |  |
| 12’ Cantillon | mt   |  |
| 12’ Ward      | tr   |  |
| 17’, 70’ Ward | drop |  |

| Arbitro: | P.E. Hughes |

|          |      |                               |
|          | mt   | Black Kururangi B.G. Williams |
|          | tr   | McKechnie                     |
| Goodrich | c.p. | McKechnie (2) B.G. Williams   |

| Arbitro: | N.R. Sanson |

|  |      |                    |
|  | mt   | Dunn B.G. Williams |
|  | tr   | B.G. Williams      |
|  | c.p. | B.G. Williams (2)  |

| Arbitro: | Alan Hosie |

|          |      |                                |
|          | mt   | Mourie N. Taylor B.G. Williams |
|          | tr   | R. Wilson                      |
| Hare (4) | c.p. | R. Wilson                      |
| Hare     | drop | R. Wilson                      |

| Arbitro: | Parfitt |

|        |      |                                        |
|        | mt   | Ford Jaffray McKechnie Robertson Seear |
|        | tr   | McKechnie (4)                          |
| Fabian | c.p. | McKechnie (2)                          |
| Green  | drop |                                        |

| Arbitro: | J.R. West |

|           |      |                          |
|           | mt   | Dunn Loveridge Robertson |
|           | tr   | R. Wilson                |
| Lewis (4) | c.p. | R. Wilson (4)            |

| Arbitro: | D. Burnett |

|           |      |           |
|           | mt   | McKechnie |
|           | tr   | McKechnie |
| Young (2) | c.p. | McKechnie |

| Arbitro: | R.C. Quittenton |

|      |      |                                                     |
|      | mt   | Ashworth (2) Kururangi Robertson Rutledge R. Wilson |
|      | tr   | R. Wilson (2)                                       |
| High | drop | Dunn                                                |

| Arbitro: | L. Prideaux |

|             |      |                  |
|             | mt   | Mourie N. Taylor |
| Fenwick (2) | c.p. | R. Wilson (3)    |

| Arbitro: | N.R. Sanson |

|             |      |                                  |
| Slemen (2)  | mt   | Johnstone Rutledge B.G. Williams |
| Bennett     | tr   |                                  |
| Bennett (2) | c.p. | McKechnie                        |
|             | drop | Dunn                             |